# Next generation (Gary Burton)
Next generation is een studioalbum van Gary Burton. Het album is opgenomen tussen 8 en 10 november 2004 in de Fantasy Studio in Berkeley. De titel verwijst naar het door Burton keer op keer opnieuw uitzoeken van musici voor zijn begeleiding. Als uitvoerend musicus verzamelde Burton steeds nieuwe opkomende begeleiders bij elkaar om een ensemble te vormen. Een van die nieuwe musici was ooit ook gitarist Pat Metheny van wie hier B&G wordt gespeeld.

## Musici
- Gary Burton – vibrafoon
- Vadim Neselovskyi – piano
- Julian Lage – gitaar
- James Williams – drumstel
- Lugues Curtis – basgitaar

## Muziek
| Nr. | Titel                                     | Duur |
| --- | ----------------------------------------- | ---- |
| 1.  | Prelude for vibes (Neselovskyi)           | 6:02 |
| 2.  | My romance (Lorenz Hart, Richard Rodgers) | 6:23 |
| 3.  | ‘Ques sez (Curtis)                        | 7:07 |
| 4.  | Get up and go (Neselovskyi)               | 7:58 |
| 5.  | B&G (Metheny)                             | 6:26 |
| 6.  | A dance for most of you (Alain Mallet)    | 5:54 |
| 7.  | Walkin’ in music (Lage)                   | 6:26 |
| 8.  | Summer band camp (Mick Goodrick)          | 5:05 |
| 9.  | Fuga (Samuel Barber)                      | 5:27 |
| 10. | Clarity (Lage)                            | 5:56 |